# Bundesvereinigung der Straßenbau- und Verkehrsingenieure

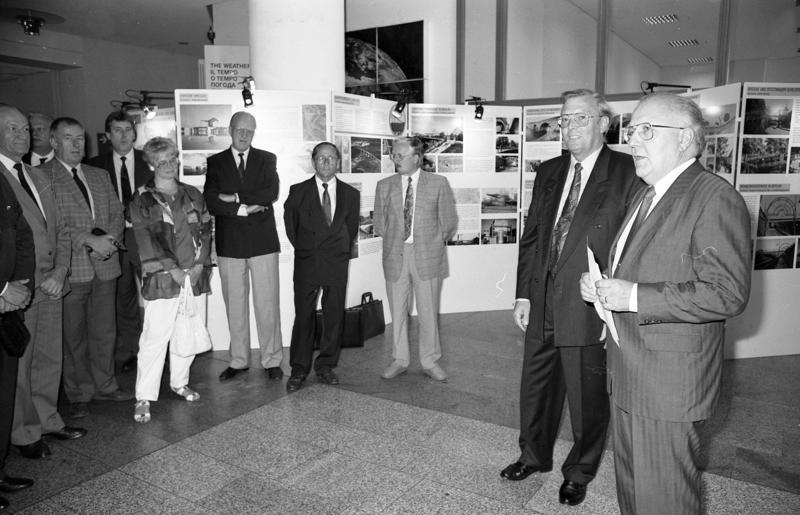
Ausstellungseröffnungen in Bonn mit BSVI-Präsident Manfred Werz in Anwesenheit von Staatssekretär Wilhelm Knittel

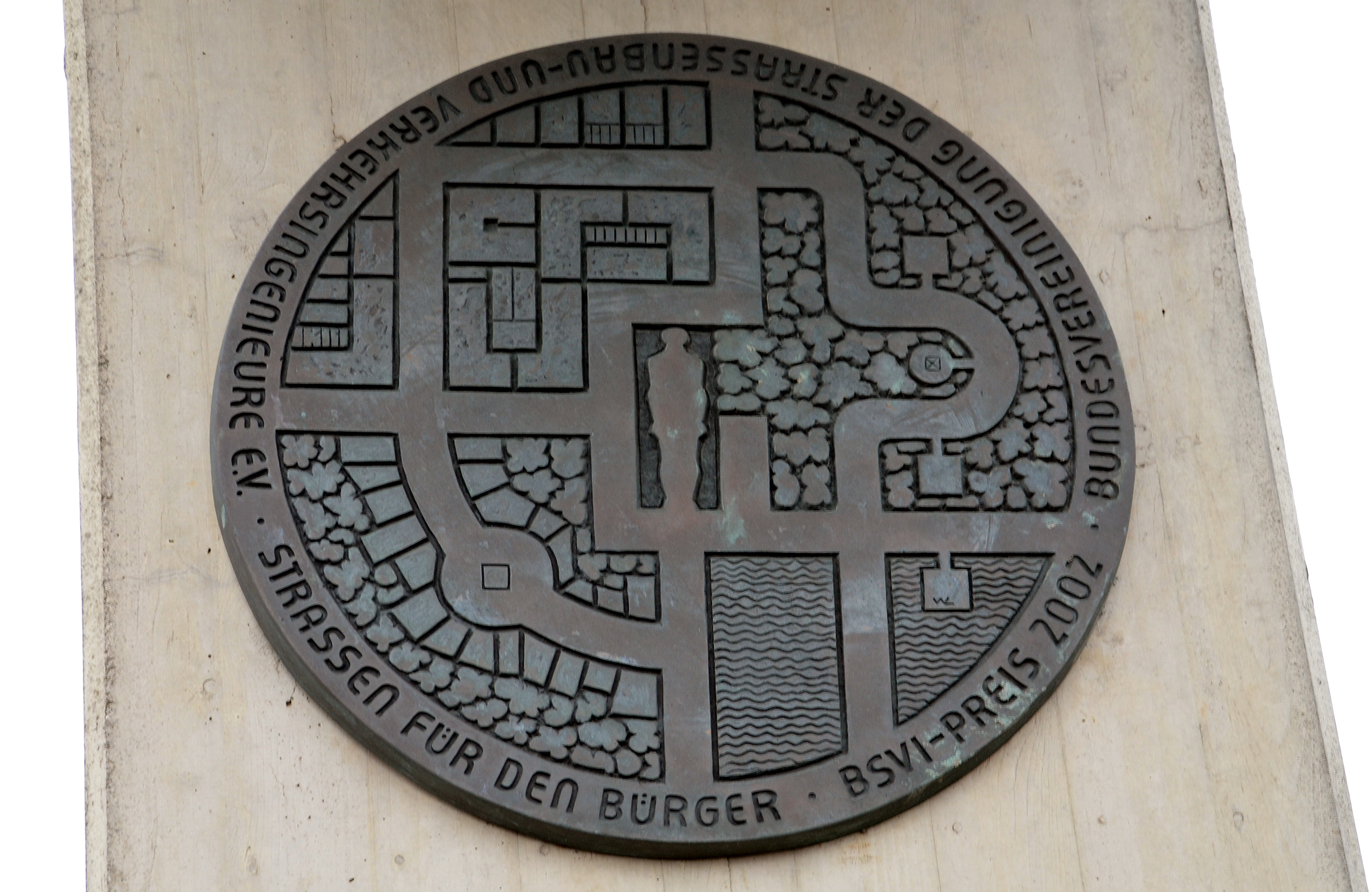
„BSVI-Preis“ 2002 für die Pferdeturmkreuzung in Hannover-Kleefeld, Reliefbild des Künstlers Wolfgang Liesen

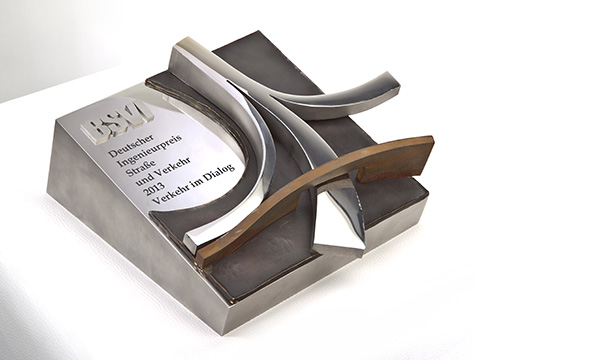
Deutscher Ingenieurpreis Straße und Verkehr 2013

Die Bundesvereinigung der Straßenbau- und Verkehrsingenieure (BSVI) ist ein Dachverband der Vereinigungen der Straßenbau- und Verkehrsingenieure (kurz VSVI) der einzelnen Bundesländer in Deutschland. Der Verein mit Sitz in München wurde 1963 gegründet und zählt gegenwärtig rund 15.000 Mitglieder. Bei der 45. ordentlichen Delegiertenversammlung am 29. September 2023 wurde Bernhard Knoop als neuer Präsident der Bundesvereinigung gewählt.

## Zweck und Aufgabe
Nach eigenen Angaben verfolgt die Bundesvereinigung folgende Zwecke und Aufgaben: Sie setzt sich für die Förderung der Weiterbildung auf technischem und wissenschaftlichem Gebiet ein und wirkt bei der Ausarbeitung zukunftsorientierter Konzepte im Bereich der Verkehrsplanung mit. Des Weiteren wird eine Pflege der Baukultur angestrebt und der Gedankenaustausch innerhalb des Berufsstandes unterstützt.
Die Bundesvereinigung versucht durch Öffentlichkeitsarbeit, Fachtagungen und Fachpublikationen ihre Aufgaben zu erfüllen. In den Fachausschüssen und Gremien werden aktuelle Themen diskutiert und die Ergebnisse durch die Herausgabe von Berichten veröffentlicht.
Herausragende Ingenieurleistungen werden regelmäßig im Rahmen eines Wettbewerbes (so genannter „BSVI-Preis“) ausgezeichnet.
Seit 2013 hat der „BSVI-Preis“ eine Neuauflage erfahren. In einem überarbeiteten Konzept wird nun alle zwei Jahre der „Deutsche Ingenieurpreis Straße und Verkehr“ verliehen, bei dem zukunftsfähige und richtungsweisende Ingenieurleistungen in den Bereichen Verkehrstechnik, Straßenplanung und Straßenbau gewürdigt werden. In drei Kategorien werden die vielversprechendsten Projekte durch eine hochrangige Jury ermittelt und bewertet. In der Kategorie »Baukultur« sind in Anlehnung an die Weimarer Erklärung der BSVI planerische Qualitäten wie Gestaltung und räumliche Einbindung inner- wie außerorts gefragt. »Verkehr im Dialog« reagiert auf die Herausforderung im Umgang mit der neuen Öffentlichkeit, mit der Straßen- und Verkehrsplaner heute zunehmend konfrontiert werden. Daher sollen in dieser Kategorie besondere Prozesse der Bürgerbeteiligung und der Projektkommunikation ausgezeichnet werden. Die Kategorie »Innovation« sucht schließlich Fortschritte im Bereich Straße und Verkehr, die insbesondere neue Ideen und Leistungen aufzeigen sowie ein großes Potenzial für die Zukunft bieten. Sowohl die Preisträger als auch die Nominierten erhalten im Anschluss an den Wettbewerb zusätzlich die Gelegenheit, in Abstimmung mit der BSVI sich und ihr Projekt der Fachöffentlichkeit in den Zeitschriften „Straße und Autobahn“ und „Straßenverkehrstechnik“ vorzustellen.

## Struktur
Der Verein ist ein Dachverband und besteht aus für 14 eigenständigen Landesvereinigungen:
- Vereinigung der Straßenbau- und Verkehrsingenieure in Baden-Württemberg e.V.
- Vereinigung der Straßenbau- und Verkehrsingenieure in Bayern e. V.
- Vereinigung der Straßenbau- und Verkehrsingenieure in Berlin-Brandenburg e.V.
- Vereinigung der Straßenbau- und Verkehrsingenieure der Freien Hansestadt Bremen e.V.
- Vereinigung der Straßenbau- und Verkehrsingenieure in Hamburg e.V.
- Vereinigung der Straßenbau- und Verkehrsingenieure in Hessen e.V.
- Vereinigung der Straßenbau- und Verkehrsingenieure Mecklenburg-Vorpommern e.V.
- Vereinigung der Straßenbau- und Verkehrsingenieure in Niedersachsen e.V.
- Vereinigung der Straßenbau- und Verkehrsingenieure in Nordrhein-Westfalen e.V.
- Vereinigung der Straßenbau- und Verkehrsingenieure Rheinland-Pfalz und Saarland e.V.
- Verein der Straßenbau- und Verkehrsingenieure im Freistaat Sachsen e. V.
- Vereinigung der Straßenbau- und Verkehrsingenieure Sachsen-Anhalt e.V.
- Vereinigung der Straßenbau- und Verkehrsingenieure in Schleswig-Holstein e.V.
- Vereinigung der Straßenbau- und Verkehrsingenieure in Thüringen e.V.